# August Jensen
Pour les articles homonymes, voir Jensen.
August Jensen, né le 29 août 1991, est un coureur cycliste norvégien, professionnel de 2013 à 2023.

## Biographie
August Jensen naît le 29 août 1991 en Norvège.

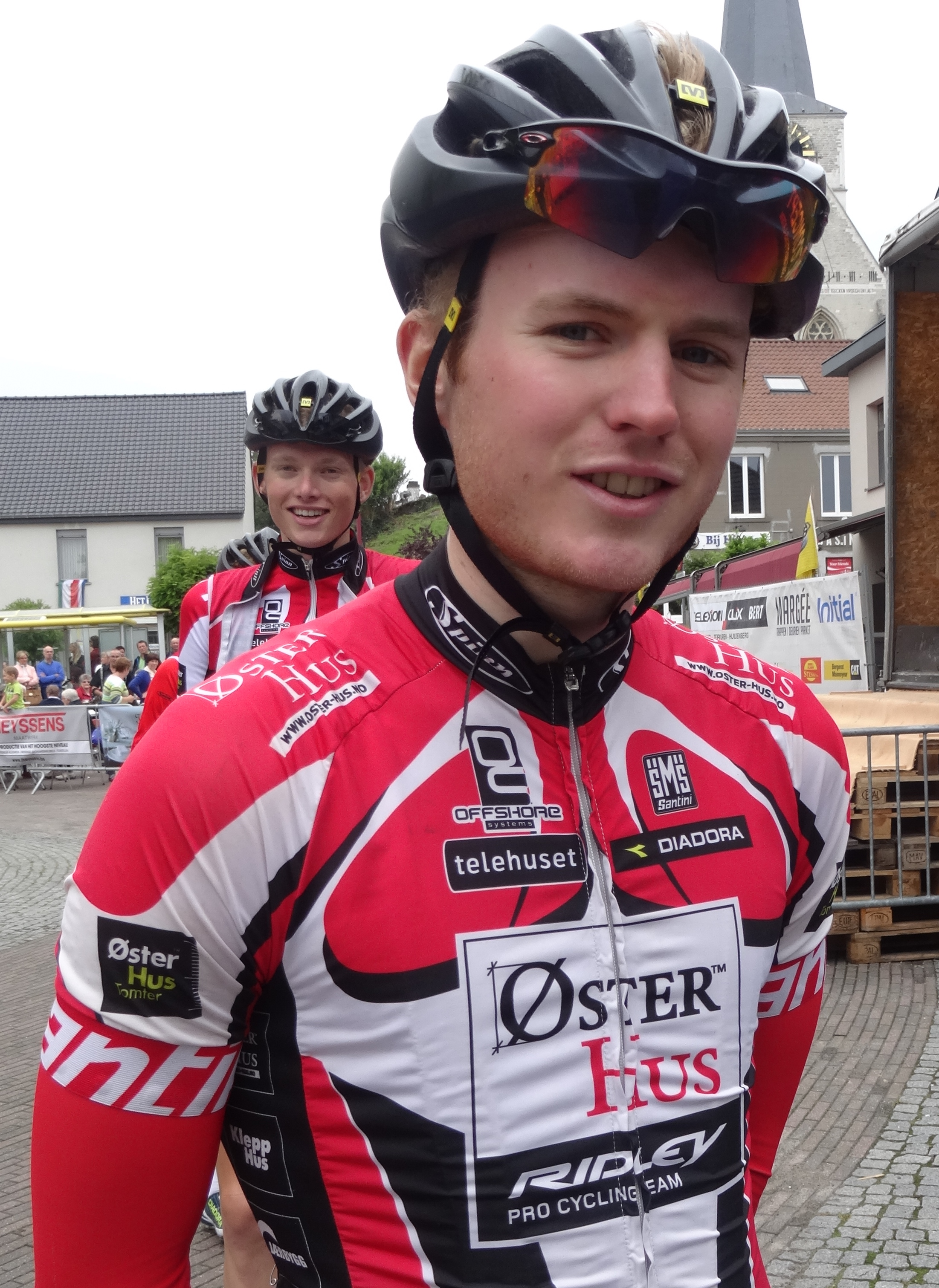
August Jensen lors du départ de la Course des raisins 2014 à Huldenberg.

En 2012, il devient champion de Norvège sur route espoirs et remporte la 2e étape du Tour de Jämtland, en Suède. Il rejoint en 2013 l'équipe continentale norvégienne Øster Hus-Ridley, qui devient Coop-Øster Hus en 2015. En 2014 et 2015, il remporte le classement de la montagne de l'Arctic Race of Norway. Lors de la saison 2015, il gagne le Kreiz Breizh Elites et remporte deux étapes et le général du Circuit des plages vendéennes.
En 2016, il remporte le classement général du Grand Prix Liberty Seguros, une course portugaise. Durant la saison 2017, il réalise sa meilleure année. Il gagne une étape du Tour du Loir-et-Cher, ainsi que deux étapes du Tour de Haute-Autriche. Il termine également deuxième de l'Arctic Race of Norway, où il s'adjuge la troisième étape au sommet de Finnvikdalen, devant Dylan Teuns.
Pour les saisons 2018 et 2019, il s'engage avec la formation Israel Cycling Academy. Au cours de ses deux années au sein de l'équipe, il se classe régulièrement parmi les 10 premiers, mais sans décrocher de victoire. En 2020, il rejoint l'équipe Riwal Readynez et un an plus tard, l'équipe Delko. Il court pour l'équipe Human Powered Health en 2022 et 2022, où il ne réussit à gagner des points au classement UCI qu'une seule fois avec une septième place sur une étape du Tour de Norvège 2022.
Après la saison 2023, il met un terme à sa carrière de coureur à l'âge de 32 ans.

## Palmarès et classements mondiaux

### Palmarès sur route
- 2012[1]
  -  Champion de Norvège sur route espoirs
  - 2e étape du Tour de Jämtland
- 2014
  - 3e du championnat de Norvège du critérium
- 2015
  - Circuit des plages vendéennes :
    - Classement général
    - 2e et 4e étapes

  - Kreiz Breizh Elites :
    - Classement général
    - 4e étape
- 2016
  - Grand Prix Liberty Seguros :
    - Classement général
    - 1re étape
- 2017
  - 5e étape du Tour du Loir-et-Cher
  - 3e et 4e étapes du Tour de Haute-Autriche
  - 3e étape de l'Arctic Race of Norway
  - 2e de l'Arctic Race of Norway
  - 3e du championnat de Norvège du critérium

### Classements mondiaux
| Année                                 | 2012  | 2013  | 2014 | 2015 | 2016 | 2017 | 2018 | 2019 | 2020 | 2021 | 2022 | 2023  |
| ------------------------------------- | ----- | ----- | ---- | ---- | ---- | ---- | ---- | ---- | ---- | ---- | ---- | ----- |
| Classement mondial                    |       |       |      |      | 523e | 113e | 457e | 871e | 476e | 897e | nc   | 1885e |
| UCI Europe Tour                       | 1080e | 1192e | nc   | 177e | 302e | 24e  | 281e | 634e | 393e | 686e | nc   | nc    |
| UCI Asia Tour                         | nc    | nc    | nc   | nc   | nc   | nc   | 780e |      |      |      |      |       |
|                                       |       |       |      |      |      |      |      |      |      |      |      |       |
| Légende : nc = non classéSource : UCI |       |       |      |      |      |      |      |      |      |      |      |       |